# Axel Rudi Pell
Axel Rudi Pell (nascido em 27 de junho de 1960) é um guitarrista alemão de power/heavy metal. Ele começou com a banda Steeler (1984-1988) antes de sair para iniciar sua carreira solo em 1989. 